# راغناروك أونلاين
راغناروك أونلاين (بالإنجليزية: Ragnarok Online) أو كما تُسمى في النسخة الكورية الأصلية المصير النهائي للآلهة (الكورية: 라그나로크 온라인) هي لعبة تقمص الأدوار كثيفة اللاعبين على الإنترنت من إنتاج غرافيتي ومقتبسة من مانهوا راغناروك للكاتب لي ميونغ جين. أُصدرت في كوريا الجنوبية في 31 أغسطس 2002 لمنصة الويندوز. ألهمت اللعبة بإنتاج مسلسل الأنمي راغناروك، وكذلك تتمة للعبة باسم راغناروك أونلاين 2: أسطورة الثانية. تتواجد الشخصيات اللاعبة في عالم بيئته تُغيِّر تدريجيًا عبور الوقت. تحدث تغيرات كبرى في الميزات وتاريخ العالم في الخط الزمني لراغناروك أونلاين.

## الاستقبال
| استقبال                                                                       |        |
| ----------------------------------------------------------------------------- | ------ |
| الدرجات الإجمالية المجموع نقاط غيم رانكينغز 84% [ 2 ] ميتاكريتيك 79/100 [ 3 ] |        |
| الدرجات الإجمالية                                                             |        |
| المجموع                                                                       | نقاط   |
| غيم رانكينغز                                                                  | 84%    |
| ميتاكريتيك                                                                    | 79/100 |